# 不確帯
不確帯（ふかくたい zona incerta）は腹側視床の一部を成す、哺乳類の脳の灰白質の小領域。
内包の内側に位置し、狭義の視床（背側視床）の腹側に位置する。視床網様核と隣り合わせの位置である。